# Albeștii Pământeni
Albeștii Pământeni – wieś w Rumunii, w okręgu Ardżesz, w gminie Albeștii de Argeș. W 2011 roku liczyła 1650 mieszkańców.